# Марха (приток Заскара)
Марха́ (англ. Markha River) — река в Ладакхе, Индия, приток Заскара. Расположена в национальном парке Хемис. Долина реки Мархи является одним из популярных маршрутов для трекинга по Ладакху.
Берёт начало при слиянии Нималинга и Лунтунга, стекающих со склонов горы Руберунг (6400 метров высотой). Дальше течёт к югу от Сток-Кангри (6153 метров высотой).